# Ebing (Rattelsdorf)
Ebing ist ein Gemeindeteil des Marktes Rattelsdorf im oberfränkischen Landkreis Bamberg mit etwa 1300 Einwohnern.

## Geographie

Luftaufnahme von Ebing (ca. 1995)

Der Ort Ebing liegt bei 50 Grad nördlicher Breite und 28 Grad östlicher Länge nordöstlich von Bamberg auf einer Höhe von 251 m über NN. Ebing ist von den Orten Rattelsdorf, Zapfendorf und Breitengüßbach umgeben. Am Rande von Ebing östlich des Ebinger Baggersees fließt der Main, der ursprünglich direkt durch Ebing floss.
In der Umgebung liegen die Städte Bamberg, Coburg, Kronach, Kulmbach, Lichtenfels und Nürnberg.

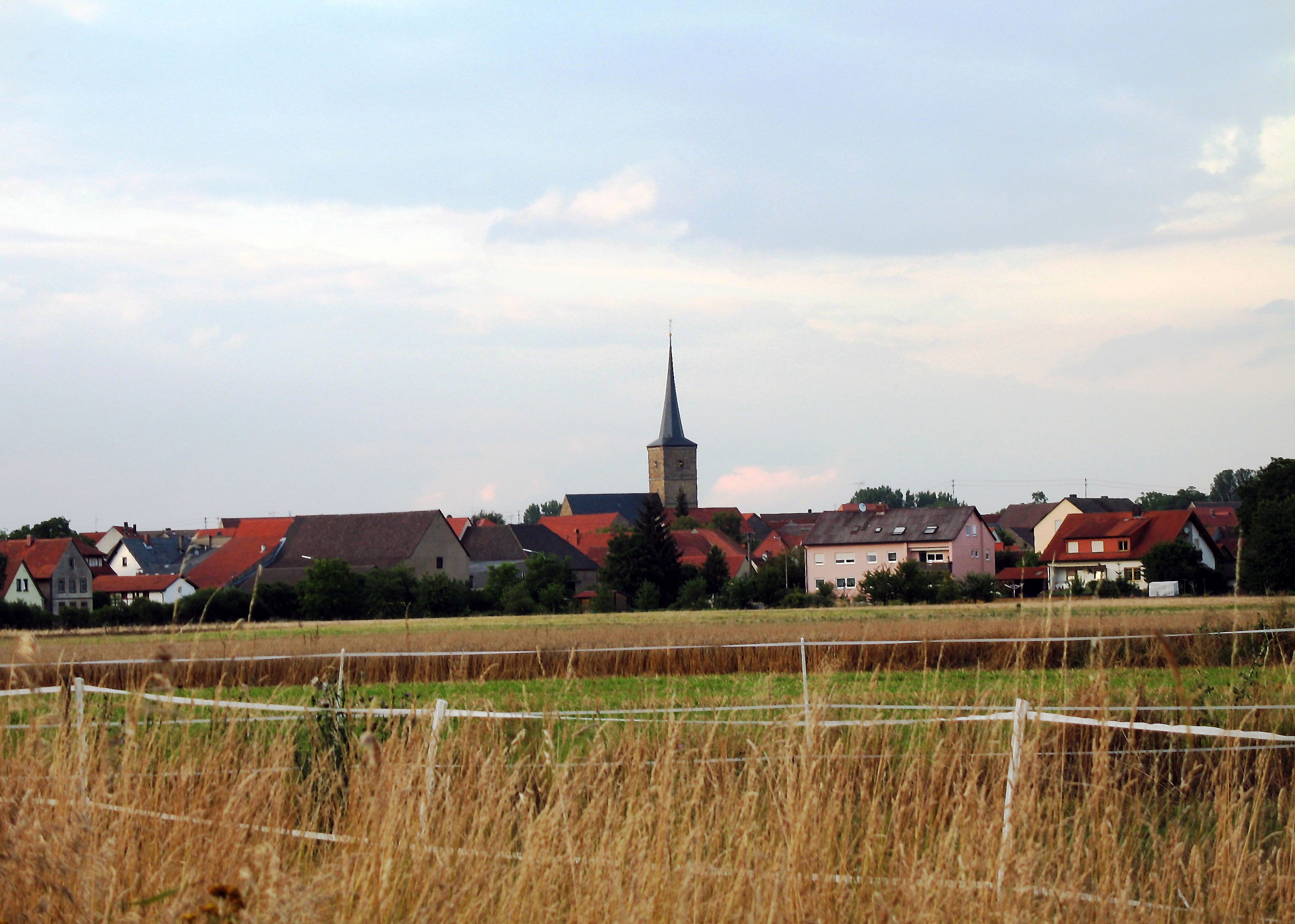
Ebing mit Kirche

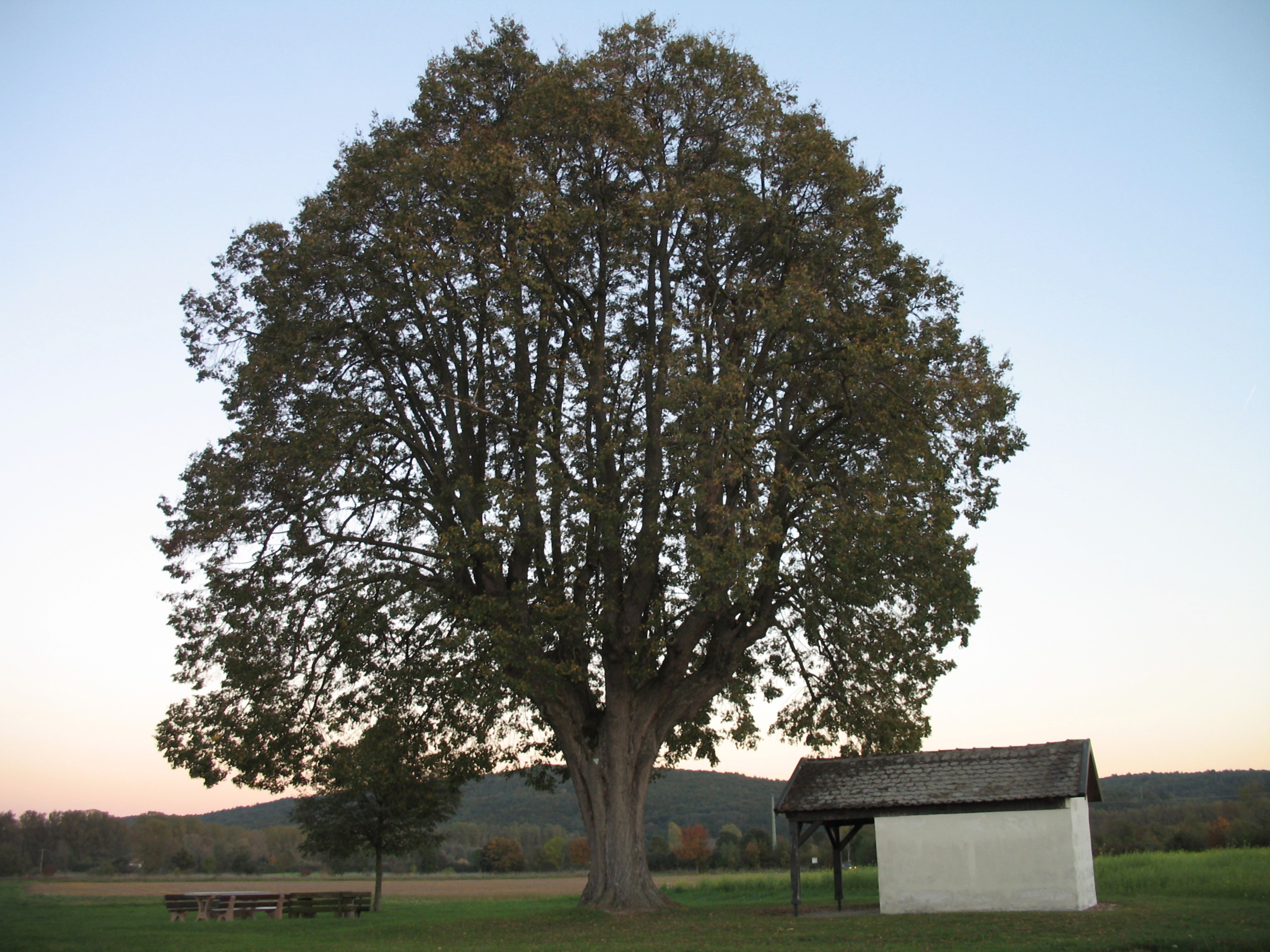
Die Feldkapelle in der Ebinger Flur

## Geschichte

### Frühe Besiedlung und Mittelalter

#### Der Helm von Ebing
Im Jahre 1964 wurde östlich von Ebing bei Baggerarbeiten in einem Kieswerk ein bronzener Helm aus der Urnenfelderzeit (1200 bis 700 v. Chr.) gefunden. Dieser deutet darauf hin, dass dort schon lange vor der ersten urkundlichen Erwähnung eine Siedlung bestand. Weitere Funde in der Umgebung Ebings lieferten den Beweis für ein endbronzezeitliches Kulturzentrum in dieser Gegend. Der „Helm von Ebing“ wurde der Prähistorischen Staatssammlung in München übergeben. Eine Nachbildung ist im Historischen Museum in Bamberg zu besichtigen.

#### Mittelalterliche Besiedlung
Aus einem Brief um 1000 von Bischof Arnulf von Halberstadt an Bischof Heinrich von Würzburg geht hervor, dass die ersten Ebinger wohl von den Wenden abstammten. In diesem Brief versucht Arnulf, Bischof Heinrich dazu zu bewegen, das benötigte Gebiet von Oberfranken zur Errichtung der Diözese Bamberg abzutreten. Ebing ist somit schon lange vor Karl dem Großen (768–814 n. Chr.) gegründet worden. Es wurde erstmals um 800 urkundlich erwähnt und ist somit älter als die Stadt Bamberg. Das geht aus den Dokumenten des Klosters Fulda hervor, in denen Ebing noch als „Eibingen“ bezeichnet wird.
Wie den Dokumenten zu entnehmen ist, schenkten drei fränkische Adelige ihre Güter dem Kloster Fulda. Darunter war auch Eibingen. Die Kirchenmauer besteht aus den Resten der Burgmauer, die von der Burg der Adeligen von Ebing erhalten geblieben sind. Der Burggraben ist zugeschüttet. Auf dem Grund der beiden massiven Tormauern, die bis 1857 standen, wurde ein Schulhaus errichtet.
Die Zugehörigkeit zum Kloster Fulda bestand bis zur Gründung des Bistums Bamberg durch König Heinrich II. im Jahr 1007. Danach wurde Ebing dem Kloster Michelsberg zugewiesen.

### Vom Dreißigjährigen Krieg (1618–1648) bis ins 19. Jahrhundert
Nach dem Fall der Festung Königshofen im Grabfeldgau wurde Ebing von den Schweden überrannt, die das Dorf ausplünderten und viele Gebäude in Brand steckten. Ebing wurde regelmäßig von kaiserlichen und schwedischen Truppen durchzogen und hatte mit Brandschatzungen und Kontributionen zu kämpfen.
1634 wurden die Reste des Dorfes, die den Bewohnern noch blieben, durch den schwedischen General Königsmark zerstört. Das Dorf wurde in Trümmer gelegt, das Vieh getötet. Die Bauern mussten gegen Ende des Krieges selbst pflügen.
Im heutigen Ebing gibt es kein Gebäude mehr, das vor dem Dreißigjährigen Krieg gebaut wurde. Nur wenige Familien haben den Krieg überlebt.
Im Siebenjährigen Krieg (1756–1763) litt Ebing durch die Preußen. In den Koalitionskriegen (1799–1815) blieb es nicht verschont.
Bemerkenswert sind zudem die vielen Viehseuchen, die in Ebing in diesen Jahren wüteten, und die überdurchschnittliche Kindersterblichkeit.

### Gemeinde und Markt
1872 erhielt Ebing das Marktrecht, nachdem es ein Jahr zuvor selbständige Pfarrei geworden war. Die Ortschaft entwickelte sich immer mehr von einer bäuerlichen zu einer ländlichen Wohngemeinde. In diesem Zusammenhang sind die Freizeitanlagen, wie der Ebinger Baggersee, der Sportplatz und der Campingplatz entstanden.
Bis zum 30. Juni 1972 gehörte Ebing zum aufgelösten Landkreis Staffelstein, ehe es zum Landkreis Bamberg kam. Mit der Gebietsreform in Bayern wurde Ebing am 1. Mai 1978 nach Rattelsdorf eingemeindet. Ebinger Bürger und Gemeinderäte beharrten damals trotzdem auf der Selbstständigkeit ihres Ortes. Die Mehrheitsbeschlüsse im Marktgemeinderat Rattelsdorf in den Jahren 1990 (10:7), 1993 (9:7) und 1997 (9:7) für die Eigenständigkeit Ebings scheiterten an der in der bayerischen Gemeindeordnung festgeschriebenen Zweidrittelmehrheit. 1995 wurde die Bürgerinitiative Selbständiges Ebing gegründet, die sich inzwischen aber aufgelöst hat. Da die Gemeinde Ebing zum Markt Rattelsdorf gehört, ist auch in Ebing seit 2023 Hans-Jürgen Scheerbaum (CSU) der Bürgermeister.

### Ebing im Ersten Weltkrieg (1914 bis 1918)
Von rund 535 Menschen, die Ebing vor dem Ausbruch des Ersten Weltkrieges beheimatete, sind 78 Männer in den Krieg gezogen. Es gab zwölf Todesopfer und 13 Kriegsgefangene in Ebing, die den Familien der Kriegsteilnehmer zugeteilt waren. Sie dienten zur Arbeitsunterstützung. Durch die schlechte Ernte im Jahr 1917 stieg in Ebing die Zahl der Einbrüche und der Schwarzhandel. Am 1. Februar 1918 wurde von der Obrigkeit angeordnet, alle Schweine zu töten, um die Kartoffel-, Getreide- und Milchvorräte zu schonen und die Versorgung der Bundesgenossen in Österreich sicherzustellen. Ende April 1918 wurden an die 100 Stück Jungvieh von einer Kommission beschlagnahmt, um Arme zu ernähren.

### Ebing in der NS-Zeit und im Zweiten Weltkrieg (1933 bis 1945)
In der Gemeinde Ebing hatte bis in die 1930er Jahre die Bayerische Volkspartei die Mehrheit. 1934 wurde ein Adolf-Hitler-Platz durch die Pflanzung der sog. Adolf-Hitler-Linde ausgewiesen.
1943 mussten drei Bronzeglocken nach Hamburg zum Glockenfriedhof gebracht werden, um für die Herstellung von Granaten eingeschmolzen zu werden.
Am Weißen Sonntag 1945 wurde die gerade abgezahlte Mainbrücke zerstört, Tiefflieger warfen Bomben auf die Züge, Bahngleise und Züge standen in Flammen.
In der Nacht des 11. April 1945 marschierte die amerikanische Armee ins Dorf ein. Am 12. April erfolgte die friedliche Einnahme durch die Amerikaner. Nachdem in Ebing von der Deutschen Wehrmacht kein Widerstand geleistet wurde, blieb der Ort von Schäden verschont. Infolge des Zweiten Weltkrieges gab es französische Kriegsgefangene in Ebing.

### Wappen
Am 1. März 1951 wurde anlässlich einer Bürgerversammlung dem damaligen Ersten Bürgermeister Kümmelmann das von der Regierung verliehene Wappen übergeben. Die Wappenbeschreibung lautet: „In Rot ein silberner Flug im Arm, der einen mit einer silbernen Muschel belegten silbernen Jakobusstab hält“. Der Jakobusstab mit Muschel weist auf den Kirchenpatron Jakobus hin, der silberne Flug auf die Flügel des Erzengels Michael. (Ab 1007 gehörte Ebing zur Pfründe des Klosters Michelsberg in Bamberg.)

## Religion

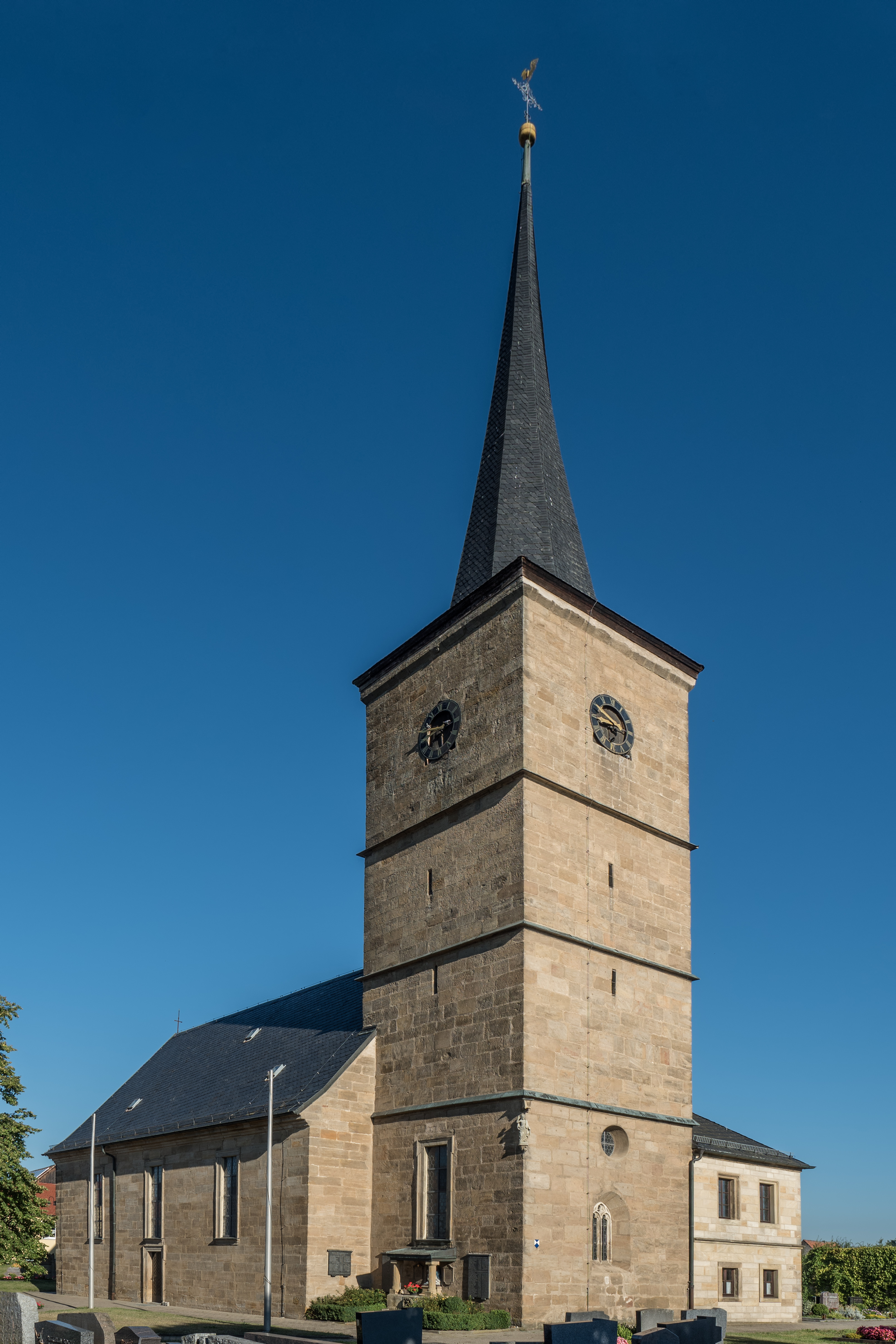
Außenansicht Ebinger Kirche

### Konfessionen (Stand Februar 2021)
946 Einwohner sind römisch-katholischer Konfession, 118 sind evangelisch, zwölf Personen gehören der rumänisch-orthodoxen Kirche an. 174 Einwohner bekennen sich zu keiner oder einer anderen Kirche.

### Kirche

#### Entstehungsgeschichte
Das Schloss der Adeligen von Ebing stand einst an dem Ort, wo heute die Pfarrkirche steht. Die Kirchenmauer besteht aus den Resten der alten Schlossmauer und ist heute noch erhalten. Vom Schlossgraben ist heute fast nichts mehr zu sehen.
Zum ersten Mal in schriftlichen Aufzeichnungen erwähnt wird eine Kirche in Ebing im Jahre 1379.
1481 wurde durch das Zusammenwirken mehrerer Ebinger Bürger ein Frühmessbenefizium errichtet, damit zusätzliche Gottesdienste stattfinden konnten. Hintergrund der Etablierung des Benefiziums war aber wohl auch die Fertigstellung eines neuen Gotteshauses; darauf deuten Zeugnisse hin, die aus dem heute noch stehenden Kirchenbau abgelesen werden können.
Um die Jahre 1766/68 entstand die heutige Kirche.
Die ersten Schritte zur Errichtung einer eigenen Pfarrei wurden im Laufe des Jahres 1867 eingeleitet. Nachdem ein Wohnhaus für den zukünftigen Pfarrer gebaut und ansehnliche Opfer zur Stiftung der Pfarrpfründe in Ebing erbracht worden waren, fasste die Gesamtgemeinde am 12. Juni 1868 den Beschluss, die Errichtung einer Pfarrei in Ebing zu beantragen. Diesem Antrag wurde am 31. Januar 1871 von staatlicher Seite stattgegeben, und die Gründung einer selbstständigen Pfarrei genehmigt. Am 22. Februar 1871 wurde sie durch den damaligen Erzbischof von Bamberg, Michael von Deinlein, errichtet.

#### Baubeschreibung

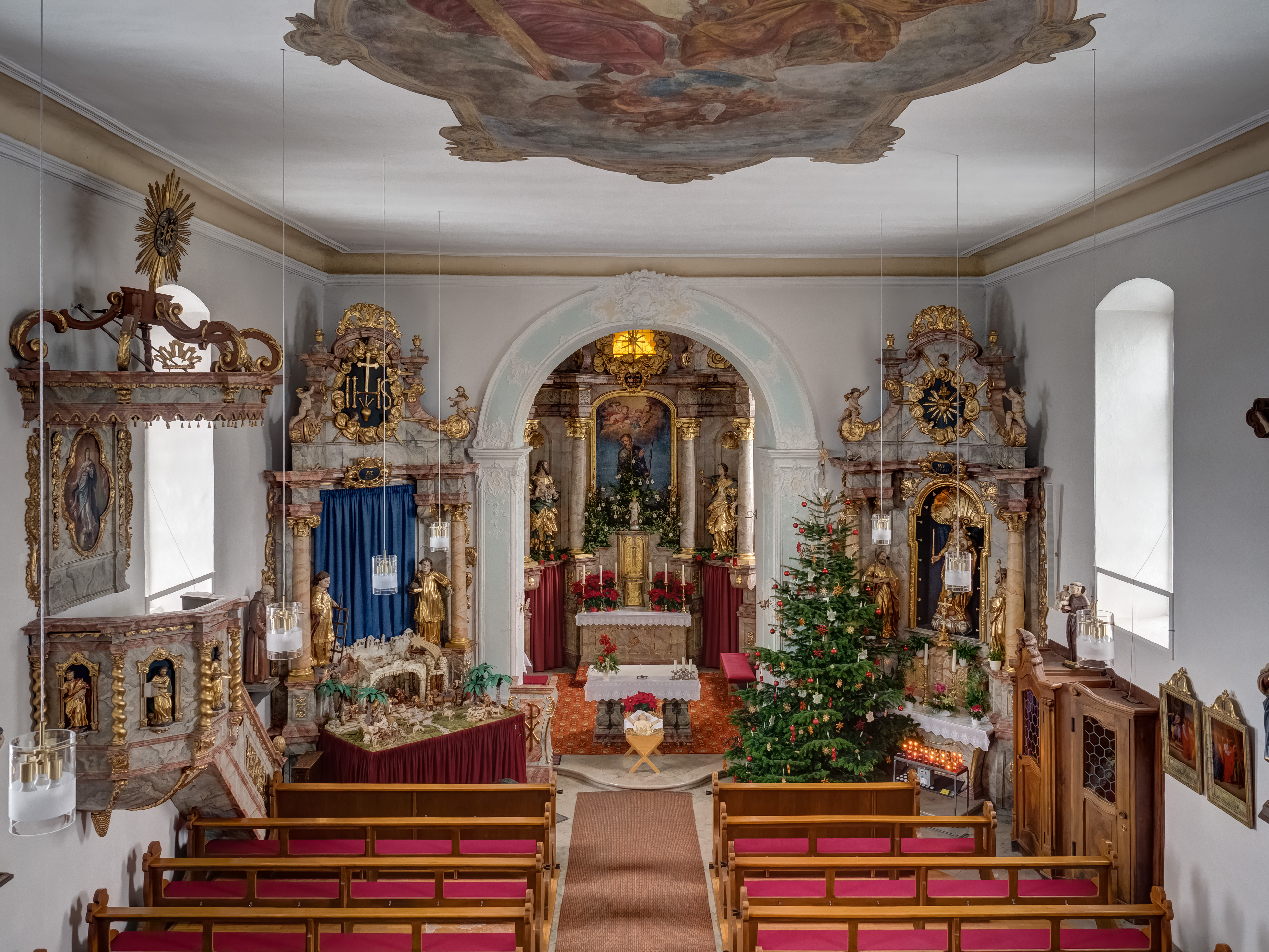
Innenansicht Ebinger Kirche

Die katholische Pfarrkirche St. Jakobus Maior liegt nach Osten ausgerichtet leicht erhöht am Nordrand des Dorfes. Sie wird von den teilweise erhaltenen Mauern eines ehemals befestigten Friedhofes umgeben. Der Außenbau aus Sandsteinquadern gliedert sich in ein rechteckiges Langhaus mit Satteldach und einen quadratischen, gotischen Turm, an dessen Nordseite sich die Sakristei anschließt.

#### Ebinger Glocken
Seit Bestehen des Turmes der Ebinger Pfarrkirche war immer mindestens eine Glocke als hörbares Symbol der christlichen Dorfgemeinschaft vorhanden. Im Krieg 1870/71 wurde erstmals eine Bronzeglocke zum Granatengießen abgenommen. 1898 wurden zwar vier neue Glocken angeschafft, doch wurden diese 1942 ebenfalls für Wehrmachtszwecke gebraucht. Nur die Totenglocke blieb hängen. Im Mai 1947 wurde die Elf-Uhr-Glocke auf dem Hamburger Glockenfriedhof erhalten aufgefunden. Unter dem Einsatz amerikanischer Hilfskräfte wurde diese herbeigeschafft und sollte als zweite Glocke dienen. Beim Hochziehen der Glocke riss aber das Seil auf halber Höhe, die Glocke fiel und zerbrach. In der Folge wurde mit Hilfe von großzügigen Spenden aller Bürger (und der damals in Ebing beheimateter Flüchtlinge) ein Stahlgeläute mit vier Glocken angeschafft.

## Wirtschaft und Infrastruktur

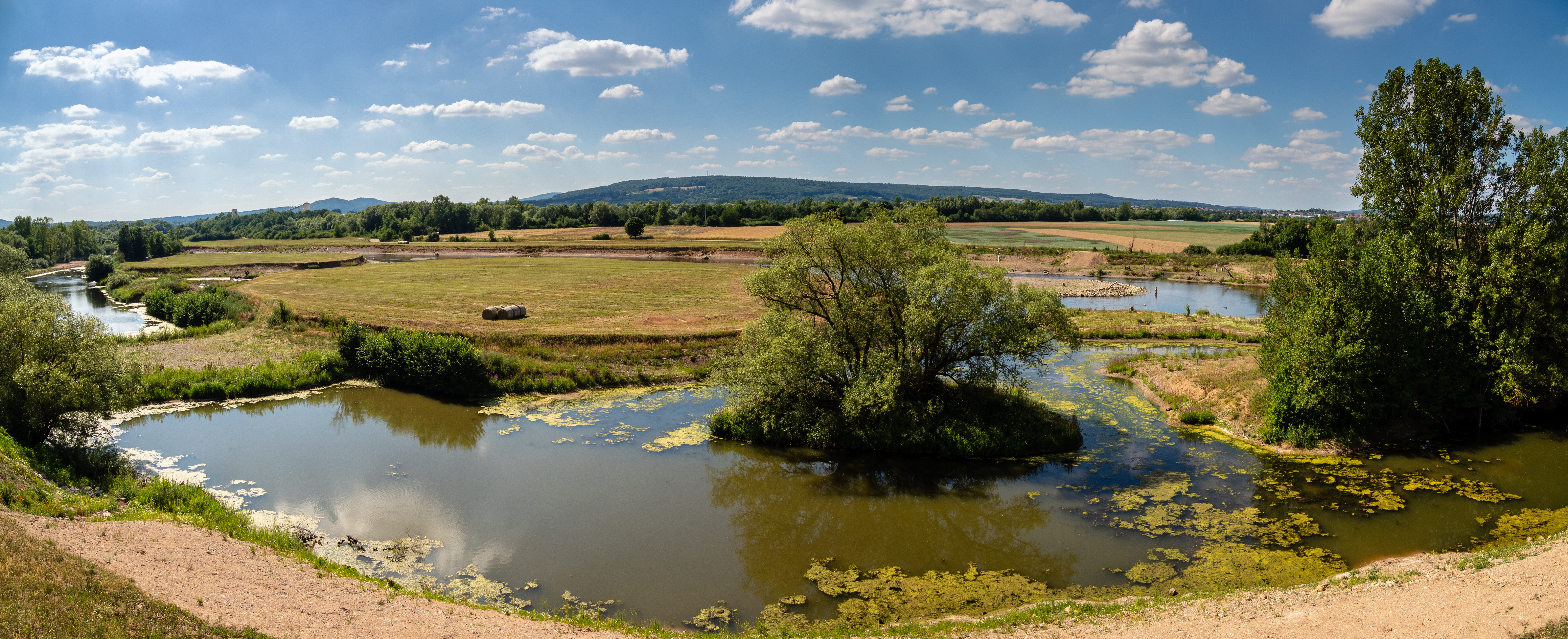
Stillgelegter Flussarm zwischen Sandbänken und Feldern bei Ebing

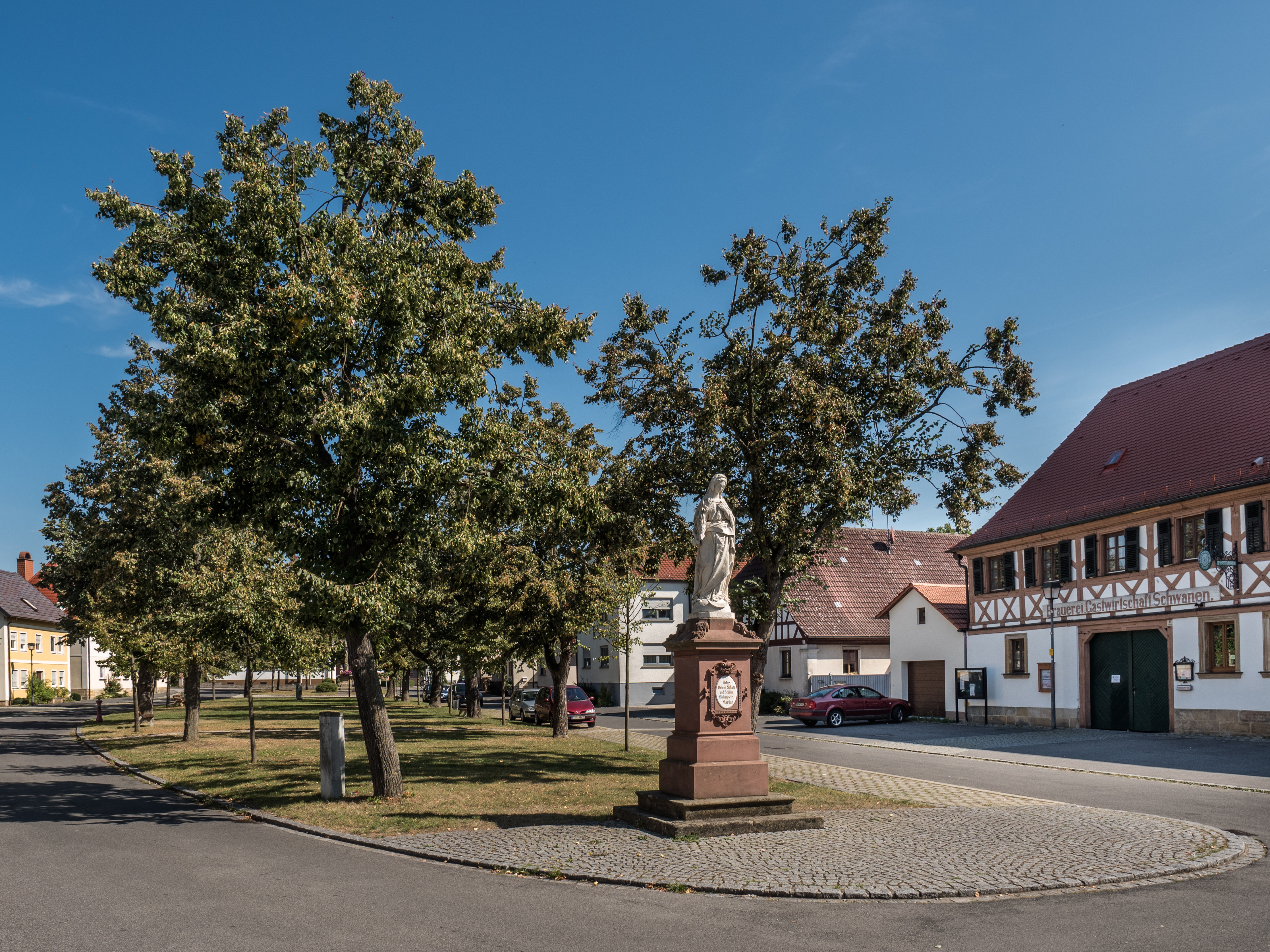
Ebinger Marktplatz

### Dorfentwicklung
Die historische Ortsform von Ebing war die eines Angerdorfes. Im Osten gab es eine scharfe Abgrenzung durch den alten Mainlauf. Archäologischen Funden zufolge lag Ebing früher nördlich der Kirche und hat sich erst nach 1000 weiter südlich zu einem Großdorf entwickelt.
Heute ist Ebing vor allem im Südosten und Westen weit über den historischen Umfang hinaus gewachsen. Die ursprüngliche Ortsgrenze des Alten Mains zeigt sich im Südosten jetzt als begrünte Freifläche mit Altwasserresten. An sie schließt sich ein großflächiges Neubaugebiet an. Ein weiteres großes Siedlungsgebiet befindet sich im Westen im Bereich der Flur „Im Peunt“, wo die weitere Ausbreitung der Neubauten durch den ehemaligen Bahndamm begrenzt wird.
Im Rahmen der Dorferneuerung wurde der Marktplatz in den Jahren 1998–2000 vollkommen neu gestaltet. Die Einweihung fand am 14. Juli 2000 statt. Besonders hervorzuheben ist die in den vergangenen Jahren vorgenommene Sanierung des Pfarrhauses und die Instandsetzung der Kirche. Ebenso wurde die Sakristei erneuert. Bedeutende Bauprojekte wurden in den letzten Jahren in Ebing durchgeführt. Nach dem Baugebiet „Hergeten“ findet auch ein wahrer Bauboom Im „Unteren Dorf“ statt.
Am Ebinger Marktplatz befindet sich seit 1859 die Brauerei Schwanen Bräu, die noch immer selbst braut, und seit 1686 die ehemalige Brauerei Drei Kronen.

### Öffentliches Leben
Im Osten des Dorfes liegt der Ebinger Badesee mit integriertem Campingplatz. Zur Verfügung stehen Stellplätze für Wohnmobile, Dauercamper-Plätze für die Saison und ein großer Zeltplatz. Im Norden, gleich neben der St. Jakobus-Kirche befindet sich die öffentliche Bücherei. In der Ortsmitte befindet sich der katholische Kindergarten Maria Ward und die Freiwillige Feuerwehr. An der südlichen Dorfgrenze liegt das Bauernhofcafé Schimmelhof. Neben der Brauerei Schwanen Bräu und der ehemaligen Brauerei Drei Kronen gibt es noch das Eis-Café und Restaurant Maa Schneggla und die Gaststätte Zum grünen Baum. Zwischen Rattelsdorf und Ebing, an der Hauptstraße, befindet sich ein Supermarkt, Ärztehaus und Apotheke, welche sich in Ebing befinden.

### Verkehr
Ebing ist indirekt an die Bundesstraße 4 sowie an die Bundesautobahn 73 angeschlossen.
Der Ort hat einen Haltepunkt an der Bahnstrecke Bamberg–Hof der Deutschen Bahn. Es halten Regionalbahnen und einige Regional-Express-Züge.
Die drei Bushaltestellen „Ebing Schule“, „Ebing Marktplatz“ und „Ebing Raiffeisenbank“ fahren OVF-Busse der Linie Bamberg–Coburg an.

## Verbände und Vereine
- Politische Vereine und Organisationen:
  - CSU – Ortsverein Ebing
  - Ebinger Liste
- Vereine und Verbände mit christlichem und sozialem Engagement:
  - Pfarrei Ebing
  - Pfarrgemeinderat
  - Katholische Bücherei Ebing
  - Katholischer Frauenbund
  - VdK
- Sportvereine:
  - Hundesportverein
  - SpVgg Germania Ebing e. V.
  - Tennisclub Ebing
- Vereine und Vereinigungen der Landwirtschaft, der Landschafts- und Gartenpflege sowie der Tierzucht:
  - Bayerischer Bauernverband – Ortsverein Ebing
  - Obst- und Gartenbauverein Ebing
  - Ruhsteinsegler
- Stammtische:
  - Stammtisch „Die Spaßvögel“
  - Stammtisch „Sternla“
- Sonstige Vereine und Organisationen:
  - Freiwillige Feuerwehr Ebing
  - Blaskapelle Ebing
  - Pfeifenclub Ebing
  - Soldaten-Reservisten-Kameradschaft Ebing

## Persönlichkeiten
- Erich Beer, ehemaliger Fußballnationalspieler und Vize-Europameister 1976, begann seine Karriere in Ebing.
- Rudolf Schneiderbanger, ehemals zweiter Vorsitzender des Kneippärztebundes, ausgezeichnet mit dem Bundesverdienstkreuz, der silbernen Kneipp-Medaille des Kneippärztebundes und der goldenen Bürgermedaille der Stadt Bad Wörishofen, wurde in Ebing geboren.[20]
- Harry Müller, ehemaliger Künstler, lebte in Ebing als seiner Wahlheimat.[21]